# Johannes-Nepomuk-Kirche (Nepomuk)

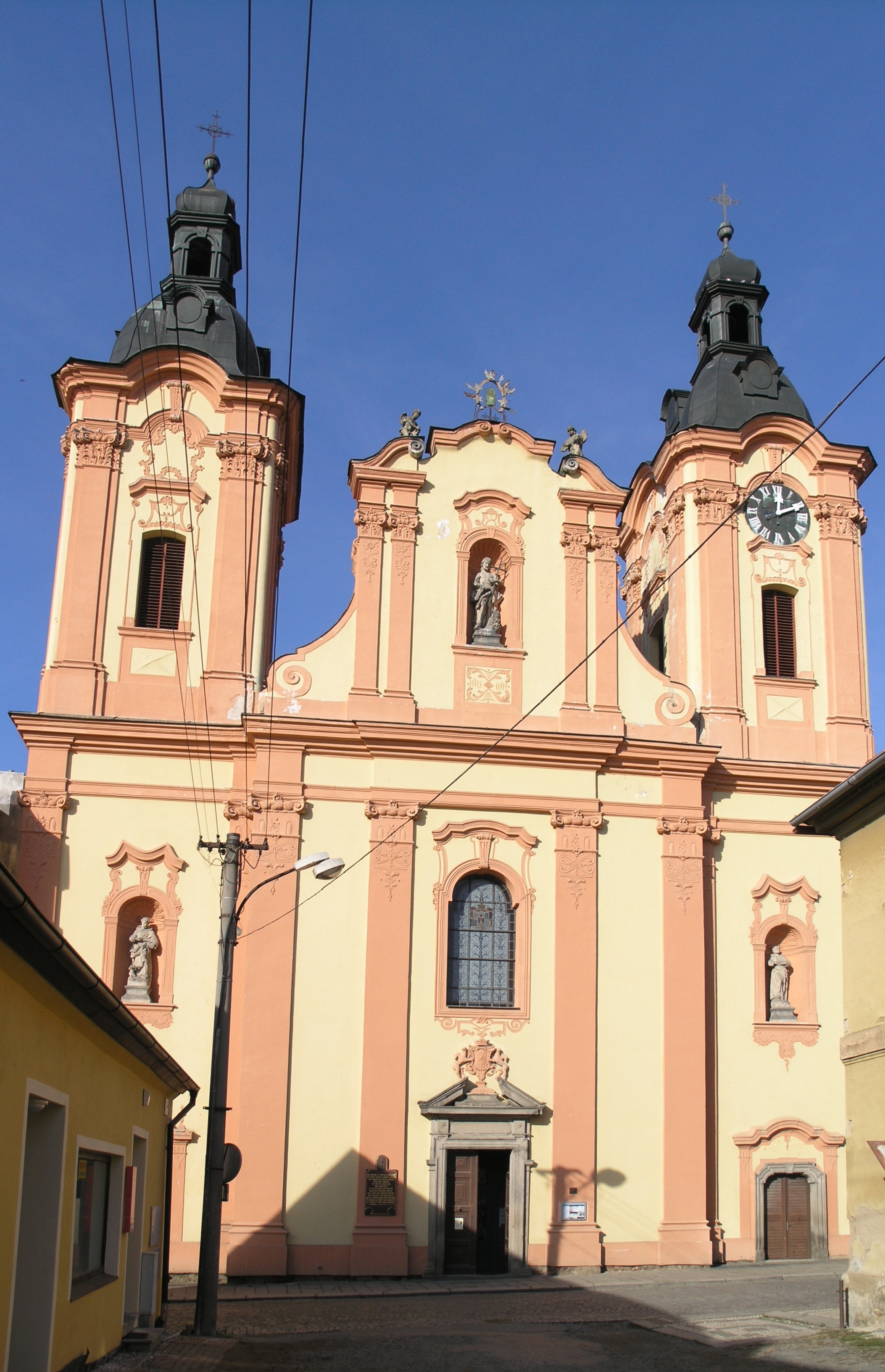
Johannes-Nepomuk-Kirche in Nepomuk

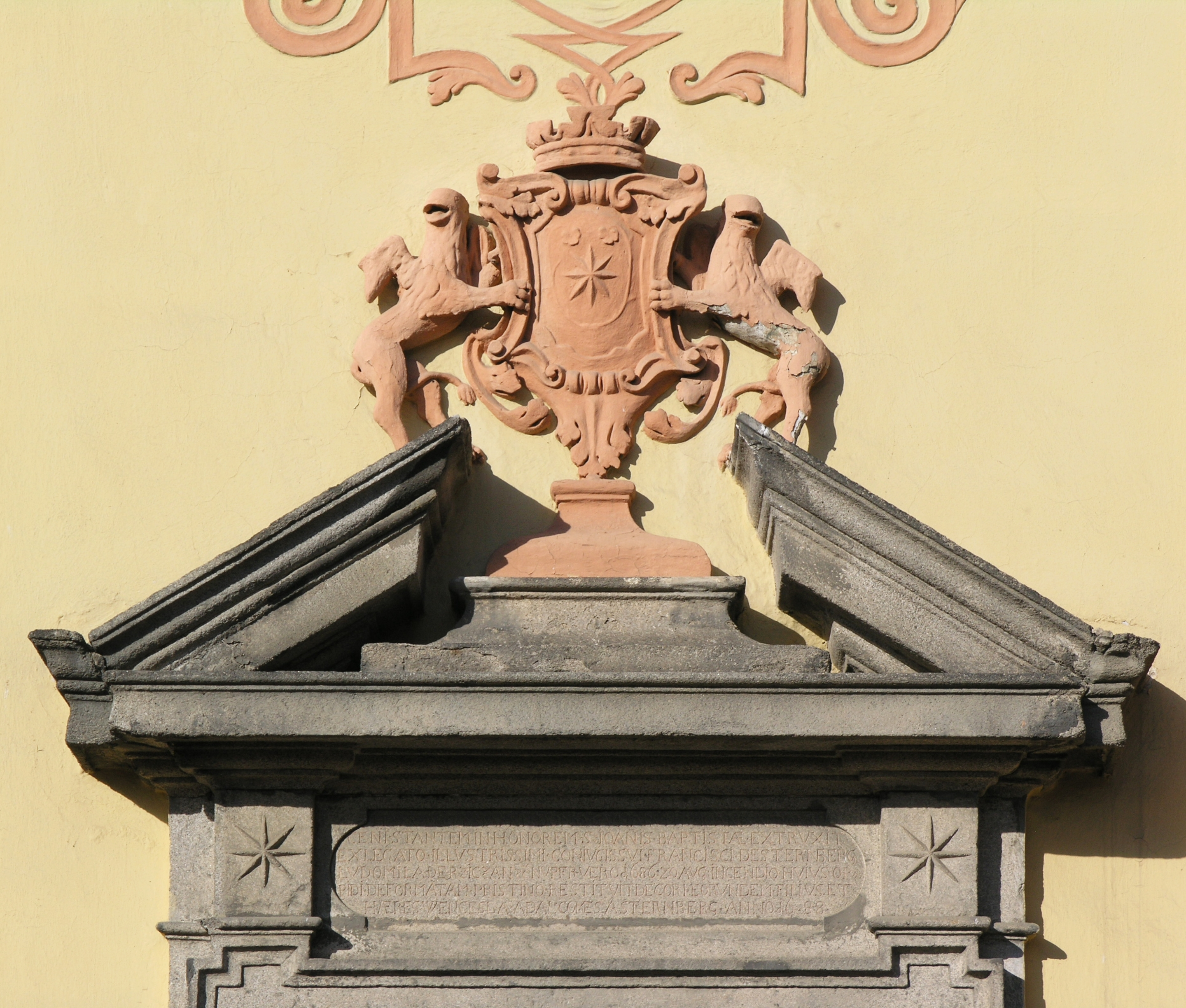
Portalinschrift

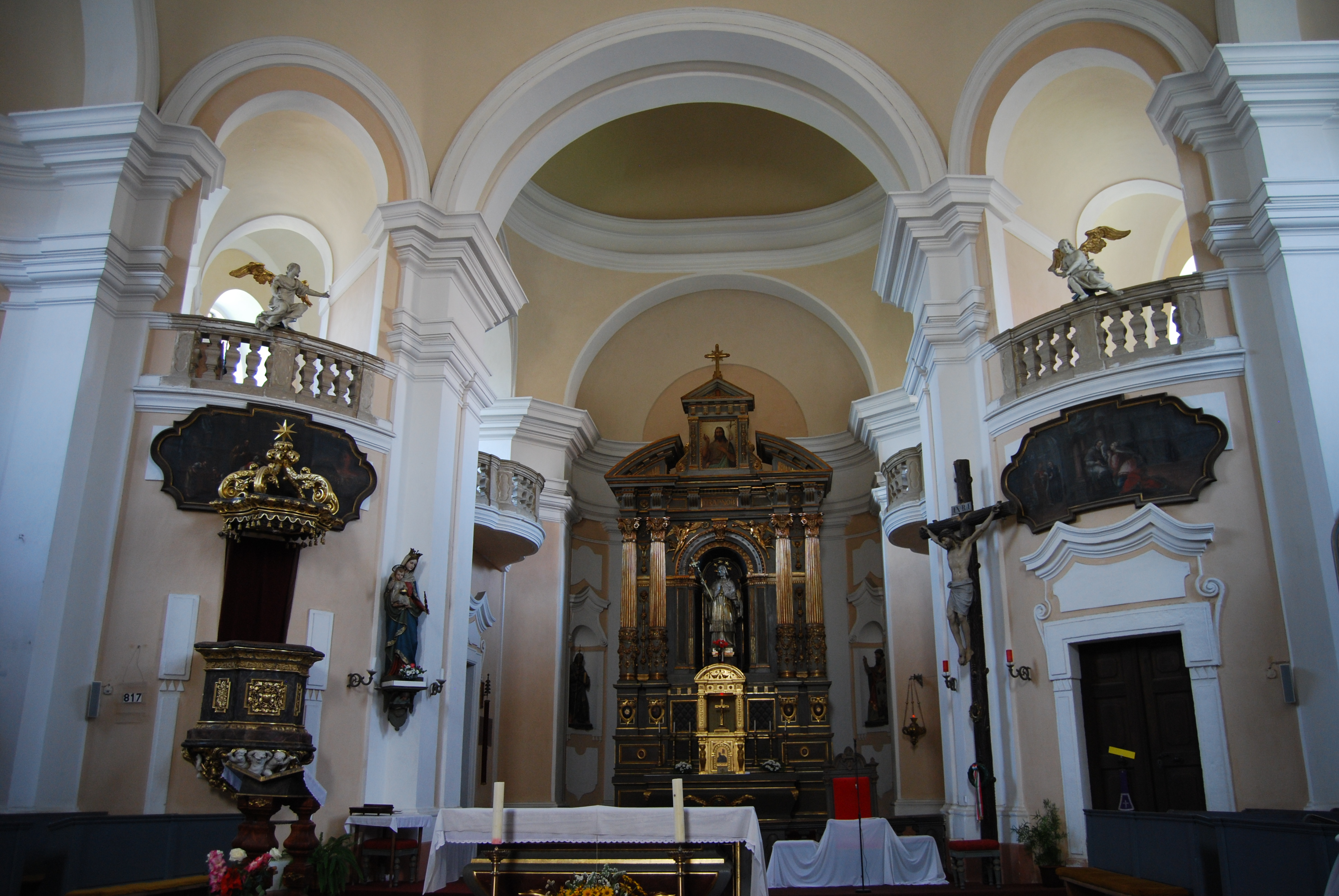
Der Kirchenraum

Die Johannes-Nepomuk-Kirche ist eine römisch-katholische Wallfahrtskirche in Nepomuk, dem Geburtsort des Hl. Johannes von Nepomuk  in Westböhmen, im Plzeňský kraj in  Tschechien. Bis 1993 gehörte sie dem Bistum Budweis, seither dem neugeschaffenen Bistum Pilsen an.

## Geschichte
Im Zuge der Rekatholisierungsmaßnahmen der Gegenreformation in dem zwischenzeitlich weitgehend protestantisch gewordenen Böhmen gegen Ende des Dreißigjährigen Kriegs war auch der Kult des um 1350 in Nepomuk geborenen Johannes von Nepomuk propagiert worden, der 1393 in Prag durch Ertränken in der Moldau hingerichtet wurde, was die Kirche als Martyrium anerkannte. Zwischen 1643 und 1660 ließ Franz Matthias von Sternberg, der Besitzer der Herrschaft Grünberg, anstelle von dessen Geburtshaus an der Südwestecke des Hauptplatzes der Stadt eine Kirche erbauen, die seinem Namenspatron, Johannes dem Täufer, gewidmet war. Die beim Stadtbrand Nepomuks 1686 zerstörte Kirche wurde 1688 durch den Sohn des ersten Bauherrn, Wenzel Adalbert von Sternberg, wiederhergestellt, wie die Inschrift am Portal der Kirche mit dem Sternberger Wappen bezeugt. Später ließ sie Franz Leopold von Sternberg in einen Neubau umwandeln, sodass sie am 17. August 1738 durch den Prager Bischof Johann Rudolf von Spork (1693–1753) feierlich eingeweiht werden konnte.
Nach der 1729 erfolgten Heiligsprechung durch Papst Benedikt XIII. ließ Graf Adolf Bernhard von Martinitz 1734 den bestehenden Kirchenbau abtragen und beauftragte Kilian Ignaz Dientzenhofer, der in seinem Auftrag zuvor die Kirche Mariä Geburt in Nicov errichtet hatte, mit dem repräsentativen Neubau der barocken Wallfahrtskirche. Die Grundsteinlegung der Kirche fand am 7. Oktober 1734, die Weihe am 22. Oktober 1737 statt. Erst 1741 konnte die Doppelturmfassade vollendet werden, in die auch das Portal der ursprünglichen Kirche übernommen wurde.
In den Jahren 1878 bis 1879 wurde die Kirche durch die Architekten Antonin Baum und Friedrich Münzberger restauriert, wobei sie auch die beim Brand 1835 zerstörten Kuppelaufsätze der beiden Fassadentürme wiederherstellten. Weitere Instandsetzungen erfolgten in den Jahren 1928 und 1992–1993.

## Architektur
Die Nepomukkirche stellt in ihrem Außenbau einen länglichen Baukörper unter Mansardwalmdach dar, abgeschlossen durch eine architektonisch gegliederte und im Mittelteil von einem Volutengiebel bekrönte Zweiturmfassade. Lediglich die Freigeschosse der Türme sind plastischer gegliedert und schließen mit kuppelartigen Turmhelmen ab. An der Fassade sind in Nischen die Statuen der beiden Ordensgründer Dominikus und Franz von Assisi sowie im Giebelfeld des Johannes des Täufers angebracht.
Das ursprünglich den Wallfahrtsaltar enthaltende zentrale Joch ist querhausartig ausgebaut, das anschließende Chorjoch mit Emporen ausgestattet. Zwischen Chor und Querarmen vermitteln in der für Dientzenhofer charakteristischen Weise gebogene, in den Vierungsraum eingreifende Wandabschnitte. Die Pfeiler sind mit toskanischen Pilastervorlagen gegliedert.

## Ausstattung
Bei der Restaurierung von 1878/1879 wurde der mit einem Baldachin und der versilberten Statue des Heiligen ausgestattete Nepomuk-Altar im Zentrum der Kirche aufgegeben und durch einen im Neorenaissance-Stil entworfenen Hauptaltar ersetzt. Im Mittelteil des Altars  fand eine 1848 von Josef Max geschaffene Statue von Johannes Nepomuk Aufstellung, das Gemälde von Johannes dem Täufer im Ädikula-Aufsatz schuf Josef Vojtěch Hellich. Die jetzige Orgel stammt aus dem Jahr 1912.